# Ливорно (округ)
Округ Ливорно (итал. Provincia di Livorno) је округ у оквиру покрајине Тоскана у средишњој Италији. Седиште округа и највеће градско насеље је истоимени град Ливорно.
Површина округа је 1.211 км², а број становника 330.739 (2008. године).

## Природне одлике
Округ Ливорно се налази у средишњем делу државе и на западу Тоскане. Округ је махом приморски и пружа се уз Тиренско море. Даље од мора пружа се источна брдовита област округа са типичним тосканским пејзажом (виногради и маслињаци).
Округу Ливорно припада и неколико мањих острва, која чине Тоскански архипелаг у Тиренском мору. Од ових острва једино веће и значајно острво је острво Елба.

## Становништво
По последњим проценама из 2008. године у округу Ливорно живи преко 330.000 становника. Густина насељености је велика, преко 270 ст/км², што је значајно више од државног и покрајинског просека. Међутим, Густина насељености је посебно велика деловима округа уз море.
Поред претежног италијанског становништва у округу живе и одређени број досељеника из свих делова света.

## Општине и насеља
У округу Ливорно постоји 20 општина (итал. Comuni).
Најважније градско насеље и седиште округа је град Ливорно (161.000 ст.) у северном делу округа, а други по значају и величини је град Пјомбино (34.000 ст.) у јужном делу округа.